# Muslim Hands
Muslim Hands (в переводе с англ. — «мусульманские руки») — международная исламская гуманитарная некоммерческая организация. Основана в 1993 году в британском городе Ноттингем. Организация работает более чем в 50 странах мира. Muslim Hands сотрудничает с Всемирной продовольственной программой и ЮНИСЕФ. Оказывает помощь пострадавшим в вооружённых конфликтах, стихийных бедствиях и другим нуждающимся.

## История
Организация Muslim Hands была образована в 1993 году, когда мусульманская община Ноттингема решила оказать помощь пострадавшим в ходе конфликта в Боснии. С тех пор организация Muslim Hands осуществляет сбор средств и старается распределять их оптимальным и прозрачным образом. Эта благотворительная деятельность направлена на оказание помощи пострадавшим в чрезвычайных ситуациях по всему миру: устройство школ, клиник и осуществление социальных программ.

## Помощь при чрезвычайных ситуациях
На протяжении многих лет организация Muslim Hands оказывала помощь при чрезвычайных ситуациях и заслужила хорошую репутацию в Ноттингеме и окрестностях. Они постоянно действуют от имени других британских НКО, доставляя гуманитарную помощь в районы, где у них есть офисы или волонтёры.
Они осуществляли помощь пострадавшим от цунами в 2004 году, жертвам войн в Афганистане, Ираке и Сирии. Они также помогали в таких чрезвычайных ситуациях как зимы с минусовой температурой в Кашмире, вспышки холеры в Гвинее-Бисау и засухи в Сомали, Мали и Нигере.